# Schleswig-Holstein (Schiff, 1972)
Die Schleswig-Holstein war eine kombinierte Auto- und Personenfähre der Wyker Dampfschiffs-Reederei Föhr-Amrum. Sie war das zweite Schiff dieser Reederei, das unter diesem Namen fuhr.

## Geschichte
Sie wurde 1972 auf der Husumer Schiffswerft in Husum gebaut. Ende Februar 1972 erfolgte der Stapellauf des Rumpfes bei der Schiffswerft J. J. Sietas in Hamburg-Neuenfelde. Am 21. März 1972 wurde die Schleswig-Holstein II durch Margot Stoltenberg, die Ehefrau von Gerhard Stoltenberg, getauft. Die erste Probefahrt fand am 6. Mai 1972 statt. Seitdem fuhr sie zwischen dem Festlandshafen Dagebüll und den Inseln Föhr und Amrum. 1987 wurde sie an Shipping Corporation of India verkauft und wurde in Ramanujam umbenannt. Sie fuhr fortan unter indischer Flagge mit Heimathafen Mumbai. Eingesetzt wurde sie im Bereich der Andamanen und Nikobaren. Den Tsunami von 2004 überstand sie unbeschadet, da sie zu der Zeit auf dem offenen Meer unterwegs war.
Im Sommer 2010 wurde die Ramanujam in Port Blair als Schrott zum Verkauf angeboten. Angebote konnten bis zum 26. August 2010 eingereicht werden.
Nachdem Pläne, das Schiff zu einem schwimmenden Restaurant umzubauen, gescheitert sind, sollte es durch die Metal Scrap Trading Corporation of India verschrottet werden.
Nach dem Kauf durch die Tourismusabteilung der Andamanen und Nikobaren lag das Schiff in verfallenem, nicht fahrbereiten Zustand gestrandet bei Bambooflat, nördlich von Port Blair.
Mitte 2020 wurde mit dem Rückbau des Schiffs begonnen. Heute liegt dort nur noch ein Stück des Hecks.

## Technische Beschreibung
Die Schleswig-Holstein ist der Prototyp der W.D.R.-Fähren Nordfriesland (V), Uthlande (IV), Schleswig-Holstein (III), Rungholt und Nordfriesland (VI). Die Schleswig-Holstein hat nach ihrer Indienststellung im Jahre 1972 mehrere grundlegende Veränderungen erfahren. Speziell nach dem ersten modifizierten Nachbau, der Nordfriesland (V), wurden die wichtigsten Neuerungen in der Werftzeit 1978/1979 auf den Prototyp übertragen. So bekam die Schleswig-Holstein nachträglich zwei Rauchgaspfosten, ein hydraulisch betriebenes Bugvisier anstelle von zwei Schiebetüren und wurde mit 18 Rettungsinseln ausgestattet, was die zugelassene Passagierzahl um 275 erhöhte.
Eine Verlängerung des Rumpfes um rund zehn Meter wie bei den Schwesterschiffen Nordfriesland (V) und Uthlande (IV) kam aus technischen Gründen nicht in Frage, was schließlich zum Verkauf im Jahre 1987 führte. Als Ersatz wurde die dritte Schleswig-Holstein gebaut, die 1988 in Dienst gestellt wurde.